# Svengrund
Svengrund är en ö i Finland. Den ligger i Skärgårdshavet och i kommunen Pargas i den ekonomiska regionen  Åboland i landskapet Egentliga Finland, i den sydvästra delen av landet. Ön ligger omkring 58 kilometer väster om Åbo och omkring 200 kilometer väster om Helsingfors.
Öns area är 1 hektar och dess största längd är 260 meter i nord-sydlig riktning.